# Кража украинского зерна Россией
В ходе вторжения на Украину в 2022 году атаки на сельскохозяйственную инфраструктуру, захват ферм и кража зерна и другой продукции приобрели системный характер. Фермеров, оставшихся на оккупированных территориях, вынуждали продавать свой урожай по заниженным ценам, чтобы сохранить хозяйство. По оценке агентства Bloomberg, из урожая 2021 года были украдены или уничтожены 4,04 млн тонн зерна и семян подсолнечника стоимостью 1,9 млрд долларов.
Контрабанда украинского зерна идёт через Крым в Турцию, Сирию, Ливан, Ливию, Саудовскую Аравию и т. д. Журналисты отследили десятки кораблей, задействованных в незаконном вывозе зерна. Чтобы скрыть источник груза, Россия прибегает к «отмыванию» зерна: погрузка производится в море без захода в порт, украинское зерно перемешивается с грузами из других источников, сухогрузы отключают транспондеры, чтобы скрыть свои перемещения.

## История
Украина — один из крупнейших мировых поставщиков зерна, её прибыльная сельскохозяйственная отрасль была важной частью национальной экономики. К 2022 году на неё приходилось около 11 % ВВП, она создавала около 1 млн рабочих мест и приносила стране 41 % экспортной выручки. В ходе вторжения в 2022 году российские военные целенаправленно наносили удары по аграрной инфраструктуре, уничтожали поля, склады, нарушали логистику (например, в Киевской области с целью лишить украинскую столицу поставок продовольствия). На оккупированных территориях Украины фермеры становились жертвами рейдерских захватов, были вынуждены продавать свою продукцию по заниженным ценам или отдавать прибыль российским военным, силовикам или пророссийским прокси.
О краже, «отмывании» и перепродаже украинского зерна с оккупированных территорий под видом российского с 2014 года рассказывал BBC. Фактический отъём собственности на основании предписаний оккупационных властей, создающих видимость легальных процедур, также схож с масштабным переделом собственности, который последовал за аннексией Крыма. Тогда всего за год около 4000 предпринимателей из разных отраслей пострадали от рейдерских захватов, которые осуществляли нерегулярные вооружённые силы, подчинённые назначенным Россией властям. Правовой базой для изъятия имущества служил спешно принятый закон о национализации. Нарушения российских законов признавал даже замминистра России по делам Крыма, однако правоохранительные органы игнорировали жалобы из региона.

## Контрабанда
Крым выступает перевалочным пунктом для большинства похищенных на Украине грузов, а главный маршрут вывоза украденного зерна проходит через Севастополь. Часть зерна оседает на рынках Крыма и Краснодарского края, но основной объём шёл на экспорт. Журналисты Bloomberg подсчитали, что в первые месяцы войны через Крым было экспортировано в 50 раз больше продовольствия, чем годом ранее, а всего с марта по октябрь — в 10 раз больше значений прошлых лет. По данным The Wall Street Journal, только официально через порт Севастополя с марта по декабрь 2022 года прошло 848,4 тыс. тонн зерна (в 8 раз больше, чем за аналогичный период 2021 года), из них в апреле—сентябре — 662 тыс. тонн (в 18 раз больше). При этом сам Крым не производит сколь бы то ни было существенных объёмов зерна.

### Отъём зерна
Radio France Internationale отмечало многочисленные случаи кражи зерна и овощей российскими военными на оккупированных территориях. Поначалу российская тактика сводилась с захвату хранилищ и вывозу продукции, уничтожению оборудования и угону техники. Кражу зерна курировали оккупационные власти: в распоряжении журналистов попадали списки фермеров, чья собственность подлежала «национализации».
Захват собственности мог иметь как полулегальную, так и открыто криминальную форму. Так одну из мелитопольских ферм захватили чеченские силовики, которые объявили своего командира её новым владельцем. Некоторые фермеры смогли договориться о продолжении работы в обмен на передачу россиянам большей части прибыли. Проукраински настроенных фермеров похищали и держали в подвалах, многие покинули оккупированные территории. Их хозяйства быстро «национализировали» оккупационные власти или захватывали соседи-коллаборанты.
Когда стало ясно, что неконтролируемый грабёж приведёт к срыву посевной, россияне начали скупать зерно по заниженным ценам. У фермеров не осталось альтернативы: было необходимо освободить склады для нового урожая и платить зарплаты сотрудникам, а отправить зерно с оккупированных территорий на Украину они не могли. Российские и крымские перекупщики платили за продукцию в несколько раз меньше её реальной рыночной стоимости, а также заставляли фермеров подписывать бумаги о легальном происхождении груза.

### Транспортировка в Крым
Журналисты BBC, радио «Свобода» и других независимых изданий задокументировали вывоз украденного зерна с оккупированных территорий на грузовиках с украинскими, крымскими и российскими номерами, балкерами класса «река-море» и по железной дороге. По информации посредников, которые организуют вывоз украинского зерна, к июлю между оккупированными областями и Крымом курсировали около 400 грузовиков. Дополнительных водителей и транспорт искали в профильных интернет-сообществах. Некоторые посредники имели негласные договорённости с пограничниками, другие обеспечивали колоннам с зерном военное сопровождение.
На основе интервью с сотнями фермеров, общения с перекупщиками, данных GPS-трекеров и спутниковой съёмки журналисты отследили основные места назначения: зерно доставляли на элеваторы в Джанкое и в Октябрьском (на крыше этого зернохранилища журналисты обнаружили огромную букву Z — один из символов российского вторжения на Украину) или напрямую в порт Севастополя.

### Вывоз по морю
Изначально корабли с украденным украинским зерном шли напрямую из Крыма, но покупатели отказывались от товара сомнительного происхождения. Поэтому Россия перешла к практике «отмывания зерна»: перемешивания зерновых грузов разного происхождения из разных портов, чтобы скрыть его провенанс за фальшивыми документами. Погрузка происходит без захода в порт в море в районе Керченского пролива с небольших балкеров на большие грузовые суда. Чтобы скрыть перемещения, суда отключают транспондеры, однако всё равно попадают на спутниковые снимки. К июню 2022 года власти США зафиксировали годовой рост числа сомнительных операций с выключенными транспондерами в Чёрном море на 160 %, причём 73 % операций пришлись на период после начала вторжения на Украину.
Используя спутниковые снимки, данные трекинга, корпоративную документацию и открытые источники журналисты и исследователи рынка смогли описать паттерн действия кораблей, занимающихся контрабандой украинского зерна. Только в мае-июне 2022 года платформа Windward зафиксировала 170 случаев, когда корабли (главным образом, под сирийскими или российскими флагами) отключали транспондеры в Азовском море и включали на входе в пролив Босфор, имея на борту сомнительный груз. Расследователи из Associated Press к октябрю 2022 года отследили более 50 рейсов с украденным украинским зерном в Турцию, Сирию, Ливан, Ливию, Саудовскую Аравию и т. д.
Одним из ключевых направление контрабанды украденного украинского зерна могла стать Африка. Накануне войны Россия и Украина обеспечивали около 40 % африканского зернового импорта. При этом продовольственные проблемы региона настолько серьёзны, что власти африканских стран не готовы учитывать моральную сторону покупки украденного зерна, отмечали в кенийском Институте стратегических исследований HORN.
Журналисты подтвердили, что к контрабанде украденного украинского зерна причастны крупные государственные и частные компании из России. Так Объединённая судостроительная корпорация накануне вторжения приобрела через дочернюю компанию три грузовых судна, которые впоследствии доставили не менее 17 грузов зерна в Сирию и Турцию. Торговлей украденным украинским зерном занимался ТД «Риф» — один из крупнейших российских зерновых экспортёров: на его российские и дубайские структуры пришлось около трети контрабанды зерна с оккупированных территорий Украины в 2022 году. Расследователи Associated Press также заподозрили в проведении сделок с краденым зерном государственный «Турецкий совет по зерну», который занимается продовольственным экспортом и импортом: к его элеваторам швартовались российские суда с украинским зерном.

### Задействованные корабли
- В мае 2022 года балкер «Матрос Позынич» проследовал из Севастополя в Египет с 27 тыс. тонн украденной украинской пшеницы. После обращения украинских дипломатов, египетские покупатели отказались от зерна. В дальнейшем корабль был несколько раз замечен в сирийской Латакии с украинским зерном[1][11][11][18][19].
- «Сормовский-48» участвовал в транспортировке украденного украинского зерна[1]. В частности, он был замечен в июле 2022 года в порту турецкого города Бандырма, куда он доставил 3 тыс. тонн кукурузы[20].
- Emmakris II (Панама), принадлежащий дубайской компании владельца ТД «Риф» Петра Ходыкина, был замечен расследователями The Wall Street Journal[4].
- Alfa M и ST.OLGA, задействованные при вывозе херсонской пшеницы в Турцию в августе 2023 года[21].
- Mikhail Nenashev, Zaid и Zafar, использованные для вывоза херсонского ячменя в Иран в 2023 году[21].

В июле 2022 года Турция по запросу Украины задерживала сухогруз «Жибек жолы», который украинские власти заподозрили в причастности к вывозу украинского зерна. В ходе разбирательства выяснилось, что казахский зерновоз был арендован российской компанией и вывозил легально приобретённое украинское зерно в Турцию по контракту с эстонской компанией.
Украинский суд заочно арестовал несколько кораблей, участвовавших в вывозе украденного зерна: «Матрос Позынич», «Михаил Ненашев», «Матрос Кошка», «Амур-2501», «Александр Грин», «М. Андреев», «Федор», «Св. Константин» и «Капитан Корчин» (РФ), «Финикия» (Сирия). По информации СБУ, в вывозе зерна также участвовали «Надежда», «Сормовский-48», «Федор», Zhibek Zholy и Laodicea.

## Оценки
В октябре 2022 года журналисты Associated Press оценивали общую стоимость украденного зерна более чем в 530 млн долларов. В Bloomberg подсчитали, что из урожая 2021 года были украдены или уничтожены 4,04 млн тонн зерна и подсолнуха на 1,9 млрд долларов. Общие потери аграрного сектора, включая утраченное оборудование, несобранный урожай и пострадавшую землю Киевская школа экономики к июлю 2022 года оценивала в 4,3 млрд долларов.
Согласно расследованию, которое в июне 2024 года выпустили Беларусский расследовательский центр, проект «Схемы» украинской службы Радио «Свобода» и Вёрстка, в 2023 году из оккупированной территории Херсонской области вывезли сельскохозяйственную продукцию на сумму 6,2 миллиона евро, а из собранных 6,4 тонн пшеницы два миллиона тонн вывезли через крымские порты. Часть этой продукции была продана в Азербайджан, Турцию, Иран, Испанию. Согласно другому расследованию БРЦ, «Схем», Киберпартизан и KibOrg, вышедшему в августе того же года, вывозом рапса с Херсонщины занимаются люди из окружения Рамзана Кадырова и их белорусские бизнес-партнёры; были оформлены документы на поставки 4,9 тысяч тонн рапса в Беларусь.
Власти Украины прямо обвиняют Россию в попытке уничтожить аграрную промышленность страны посредством кражи продукции, бомбардировок ферм и складов, и препятствованию экспорту, что может усугубить мировой продовольственный кризис. Financial Times сравнивал действия России с советской политикой конфискации урожая 1930-х годов, которая привела к Голодомору — массовому голоду на Украине, который убил около 4 млн человек.